# Blantyre (district)
Blantyre is een district in de zuidelijkste regio van Malawi. De hoofdstad van het district heeft ook als naam Blantyre. Het district heeft een oppervlakte van 2012 km² en heeft een inwoneraantal van 809.397.